# Aspergillus puniceus
Aspergillus puniceus är en svampart som beskrevs av Kwon-Chung & Fennell 1965. Aspergillus puniceus ingår i släktet Aspergillus och familjen Trichocomaceae.   Inga underarter finns listade i Catalogue of Life.